# پیز دی استرگا
پیز دی استرگا (به لاتین: Piz di Strega) یک کوه در سوئیس است که در کانتون گراوبوندن واقع شده‌است. پیز دی استرگا ۲٬۹۱۲ متر بالاتر از سطح دریا واقع شده‌است.